# ジョージ・ヘイ (第16代エロル伯爵)

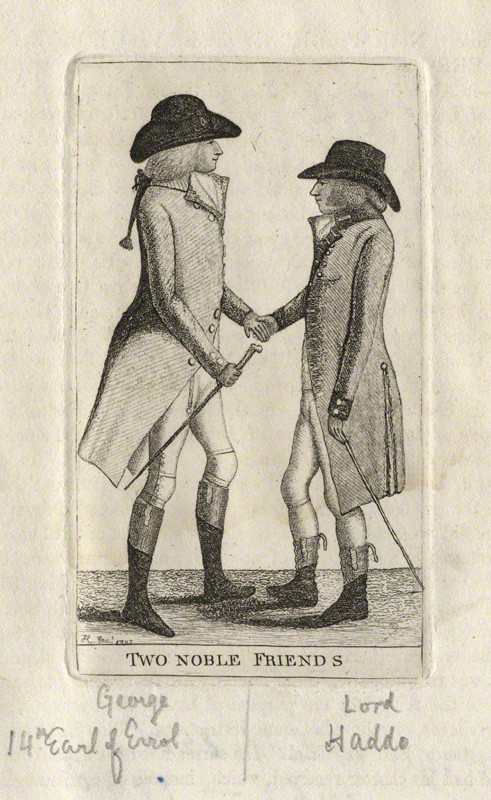
第16代エロル伯爵（左）とハッドー卿ジョージ・ゴードン、1781年。

第16代エロル伯爵ジョージ・ヘイ（英語: George Hay, 16th Earl of Erroll、1767年5月13日 – 1798年6月14日）は、スコットランド貴族。1796年から1798年までスコットランド貴族代表議員を務めた。

## 生涯
第15代エロル伯爵ジェイムズ・ヘイと2人目の妻イザベラ（Isabella、旧姓カー（Carr）、1742年3月31日 – 1808年11月3日、ウィリアム・カーの娘）の長男として、1767年5月13日にアバディーンシャーのスレインズで生まれた。ハーロー校で教育を受け、1778年7月3日に父が死去するとエロル伯爵位を継承した。
1780年7月27日に軽竜騎兵第7連隊のコルネット（騎兵少尉）としての辞令を受けた後、1783年6月21日に中尉に昇進、1786年6月26日に竜騎兵第5連隊の大尉に昇進した。1792年に歩兵第58連隊に転じた後、1793年8月27日に歩兵第78連隊の少佐に昇進、1794年5月3日に近衛歩兵第1連隊のcaptain lieutenant（大尉と中尉の間の軍階）に転じ、1795年3月10日に1個中隊を率いる中佐に昇進した。
1796年イギリス総選挙でスコットランド貴族代表議員に当選した。これに対し、第8代ローダーデイル伯爵ジェームズ・メイトランドは選挙申し立てを行ったが、貴族院の特権委員会は1797年5月19日に当選を有効とする裁定を下した。エロル伯爵位の継承者には第11代エロル伯爵ギルバート・ヘイ（1674年没）が爵位をいったん返上して再叙爵を受けることで、ジョン・ヘイ（のちの第12代エロル伯爵）を指名したという経緯があったが、ローダーデイル伯爵の主張によると、ステア伯爵位の判例（1748年）では指名権をスコットランド王国とイングランド王国の合同（1707年）の後に行使することが不可能であると裁定されており、女系継承者のジョージ・ヘイにはエロル伯爵位の継承権がなかったという。判決ではジョージ・ヘイによる爵位継承が疑いようもないとされた。
1798年6月14日にロンドンで死去、弟ウィリアムが爵位を継承した。

## 家族

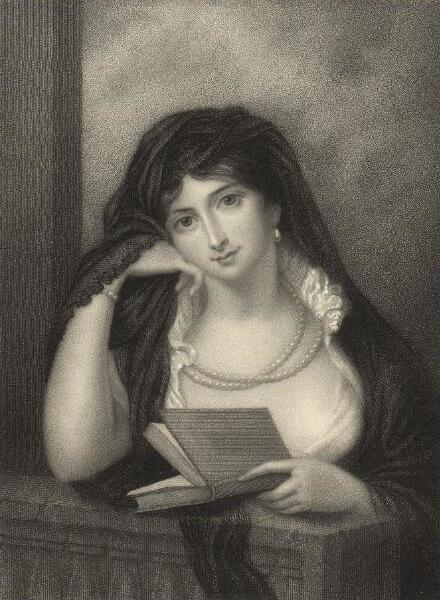
エロル伯爵夫人エリザベス・ジェマイマ、1790年ごろ。

1790年1月25日、エリザベス・ジェマイマ・ブレイク（Elizabeth Jemima Blake、1831年1月17日没、ジョセフ・ブレイクの娘、初代ウォールズコート男爵ジョセフ・ブレイクの姉妹）と結婚したが、2人の間に子供はいなかった。